# 近亲丘腹蛛
近亲丘腹蛛（学名：Episinus affinis），即菱蛛，为球蛛科丘腹蛛属的动物。分布于日本、韩国、台湾岛等地。